# 芝大門フロントビル
芝大門フロントビル（しばだいもんフロントビル）は、東京都港区芝公園にあるオフィスビル。
2007年10月に竣工した。三菱地所の委託により、三菱地所プロパティマネジメントが管理運営を行っている。
千代田区内幸町の飯野ビルの建て替え工事（2011年春竣工）期間中は、飯野海運と関連会社が入居していた。2009年11月までの約2年間、駐日ベルギー大使館と関係機関が入居していた。

## 交通
- 都営地下鉄浅草線・大江戸線 大門駅